# Boerhavia dichotoma
Boerhavia dichotoma är en underblomsväxtart som beskrevs av Ferdinand von Hochstetter och Wilhelm Gerhard Walpers. Boerhavia dichotoma ingår i släktet Boerhavia och familjen underblomsväxter. Inga underarter finns listade i Catalogue of Life.